# Getting On – Fiese alte Knochen
Getting On – Fiese alte Knochen (Originaltitel: Getting On) ist eine US-amerikanische Comedy-Krankenhausserie des Senders HBO, welche auf der britischen Serie mit gleichem Namen basiert. In einer der Hauptrollen ist Laurie Metcalf zu sehen. In Deutschland wurde die Serie auf Sky Atlantic HD ausgestrahlt.

## Handlung
Im Mittelpunkt der Serie stehen die Ärzte und Krankenschwestern des renovierungsbedürftigen Mount Palms Memorial Hospital Krankenhauses in Long Beach, welche allesamt im Bereich der Altenpflege tätig sind. Gezeigt wird ihr alltäglicher Arbeitstag, welcher auch Probleme im Gesundheitssystem offenbart.

## Besetzung und Synchronisation
Für die deutsche Synchronisation war die Synchronfirma Scalamedia GmbH in Berlin verantwortlich. Carina Krause verfasste die Dialogbücher, Bianca Krahl führte die Dialogregie.

### Hauptbesetzung
| Rollenname           | Schauspieler   | Hauptrolle | Nebenrolle | Synchronsprecher |
| -------------------- | -------------- | ---------- | ---------- | ---------------- |
| Dr. Jenna James      | Laurie Metcalf | 1.01–3.06  |            | Heike Schroetter |
| Dawn Forchette       | Alex Borstein  | 1.01–3.06  |            | Peggy Sander     |
| Denise „DiDi“ Ortley | Niecy Nash     | 1.01–3.06  |            | Sandra Schwittau |
| Patsy De La Serda    | Mel Rodriguez  | 1.02–3.06  |            | Lutz Schnell     |

### Nebenbesetzung
| Rollenname         | Schauspieler       | Nebenrolle                                       | Synchronsprecher   |
| ------------------ | ------------------ | ------------------------------------------------ | ------------------ |
| Birdy Lamb         | Ann Guilbert       | 1.01–2.01, 2.03–3.04                             | Luise Lunow        |
| Dr. Paul Stickley  | Mark Harelik       | 1.01–1.04, 1.06–2.01, 2.03–3.01, 3.03–3.04, 3.06 | Stefan Staudinger  |
| Antoine Robertson  | Brandon Fobbs      | 1.01–1.05, 2.01–2.03, 2.05, 3.01–3.06            | Julien Haggége     |
| Dr. Andrew Cesario | Joel Johnstone     | 1.01, 1.03–1.04, 1.06–2.04, 2.06                 | Michael Baral      |
| Marguerite Macaw   | Lindsey Kraft      | 1.03–2.01, 2.03–2.04, 2.06–3.06                  | Maria Koschny      |
| Paula Pepperell    | Patricia Scanlon   | 1.03–1.04, 2.02, 2.04, 3.01, 3.03, 3.05–3.06     | Katharina Lopinski |
| Kitty Doris        | Kimberly Celeman   | 1.03–1.04, 2.03–2.04, 2.06                       | Nadine Leopold     |
| Dennis Beardman    | Kurtis Bedford     | 1.04, 2.05–3.01, 3.03, 3.05–3.06                 | Jörg Pintsch       |
| Dr. Ann Killigrew  | Mary Kay Place     | 2.01, 2.03, 2.05–2.06, 3.03                      | Karin David        |
| Suzi Sasso         | Jayma Mays         | 2.01–2.03, 2.06–3.01                             | Anne Helm          |
| Rick Joy           | Kasey Mahaffy      | 2.01, 2.03, 2.05–2.06, 3.01–3.06                 |                    |
| Colleen Hoover     | Alia Shawkat       | 2.02–2.03, 2.05–2.06                             | Anja Stadlober     |
| Dr. Ron Rudd       | Grant Bowler       | 3.01–3.06                                        | Peter Flechtner    |
| Dr. Happy Gladden  | Jonathan Silverman | 3.01–3.02, 3.04–3.06                             | Boris Tessmann     |

## Produktion
Mitte August 2014 wurde eine Pilotfolge für eine US-amerikanische Adaption der britischen BBC-Four-Serie Getting On in Auftrag gegeben. Am 21. März 2013 bestellte HBO eine sechs Folgen umfassende erste Staffel der Serie. Im Februar 2014 wurde eine zweite Staffel, wiederum bestehend aus sechs Folgen, vom Sender bestellt. Im Februar 2015 gab HBO die Verlängerung der Serie um eine finale sechsteilige dritte Staffel bekannt.

## Ausstrahlung
Vereinigte Staaten
Die erste Staffel der Serie wurde vom 24. November bis zum 29. Dezember 2013 auf HBO ausgestrahlt. Die zweite Staffel wurde zwischen dem 9. November und dem 12. Dezember 2014 hinter der finalen Staffel von The Newsroom und der wiederbelebten Serie The Comeback ausgestrahlt. Die Erstausstrahlung der dritten Staffel erfolgte zwischen dem 8. November und dem 13. Dezember 2015.
Deutschland
In Deutschland wurde die erste Staffel vom 12. März bis zum 16. April 2014 auf Sky Atlantic HD ausgestrahlt. Die zweite Staffel wurde zwischen dem 28. Januar und dem 11. Februar 2015 in Doppelfolgen und die dritte Staffel zwischen dem 27. Januar und dem 2. März 2016 auf dem Sender gesendet.